# USS Washington (BB-56)
O USS Washington foi um couraçado operado pela Marinha dos Estados Unidos e a segunda e última embarcação da Classe North Carolina, depois do USS North Carolina. Sua construção começou em junho de 1938 no Estaleiro Naval da Filadélfia e foi lançado ao mar em junho de 1940, sendo comissionado na frota norte-americana em maio do ano seguinte. Ele foi projetado segundo algumas limitações impostas pelo Tratado Naval de Washington e era armado com uma bateria principal composta por nove canhões de 406 milímetros montados em três torres de artilharia triplas, tinha um deslocamento carregado de 45,5 mil toneladas e conseguia alcançar uma velocidade máxima de 28 nós.
O Washington inicialmente foi enviado para o Reino Unido a fim de reforçar a Frota Doméstica britânica na escolta de comboios para a União Soviética. Ele não enfrentou inimigos nesse período e retornou para os Estados Unidos pouco depois em julho de 1942, passando por manutenções e reformas e então sendo enviado para auxiliar as forças Aliadas na Batalha de Guadalcanal, tornando-se a capitânia do contra-almirante Willis Lee. O navio lutou na Batalha Naval de Guadalcanal na noite de 14 para 15 de novembro junto com o USS South Dakota, conseguindo infligir danos fatais no couraçado Kirishima e no contratorpedeiro Ayanami, o que forçou o recuo das embarcações japonesas restantes.
A embarcação de 1943 em diante se ocupou da escolta de grupos de porta-aviões e bombardeios de posições inimigas em terra. O Washington participou das campanhas das Ilhas Gilbert e Marshall, Ilhas Marianas e Palau e Filipinas, e das Batalhas de Iwo Jima e Okinawa. O navio retornou para os Estados Unidos a fim de passar por manutenção, porém só voltou ao serviço depois do fim da guerra. Ele foi transferido para a costa leste e ajudou a transportar um grupo de mais de 1,6 mil soldados de volta para casa da Europa. O Washington foi descomissionado em 1947 e colocado na Frota de Reserva do Atlântico, onde permaneceu até 1960, quando foi removido do registro naval e então desmontado.

## Características

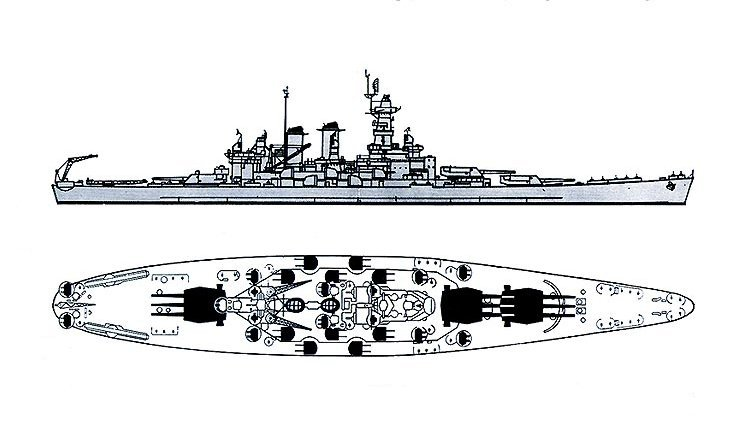
Desenho dos navios da Classe North Carolina em configurações de guerra

Os couraçados da Classe North Carolina foram construídos sob o sistema imposto pelo Tratado Naval de Washington; seu projeto seguiu os termos do Segundo Tratado Naval de Londres, que restringiu a bateria principal para canhões de até 356 milímetros. O Conselho Geral da Marinha dos Estados Unidos avaliou vários projetos que iam desde couraçados tradicionais padrão de 23 nós (43 quilômetros por hora) até couraçados rápidos, escolhendo por fim um projeto de couraçado rápido armado com doze canhões de 356 milímetros. Entretanto, depois dos navios terem sido autorizados, os Estados Unidos invocaram a cláusula do escalonamento presente no tratado, que permitia um aumento para canhões de 406 milímetros caso algum país se recusasse a assinar, algo que o Japão tinha feito.
O Washington tinha 222,1 metros de comprimento de fora a fora, boca de 33 metros e calado de dez metros. O navio possuía um deslocamento normal de 36 mil toneladas, porém esse valor podia chegar em até 45,5 mil toneladas quando totalmente carregado com suprimentos de combate. Seu sistema de propulsão era composto oito caldeiras Babcock & Wilcox a óleo combustível que impulsionavam quatro conjuntos de turbinas a vapor General Electric, cada uma girando uma hélice. Este sistema era capaz de gerar 122,4 mil cavalos-vapor (noventa mil quilowatts) de potência, que tinha a intenção de fazer o Washington alcançar uma velocidade máxima de 28 nós (52 quilômetros por hora). Sua autonomia era de 17 450 milhas náuticas (32 320 quilômetros) a uma velocidade de quinze nós (28 quilômetros por hora). O navio carregava três hidroaviões Vought OS2U Kingfisher para reconhecimento aéreo, que eram lançados de duas catapultas na popa. Sua tripulação em tempos de paz era composta por 1,8 mil oficiais e marinheiros, porém em tempos de guerra crescia e ficava em 99 oficiais e 2 035 marinheiros.

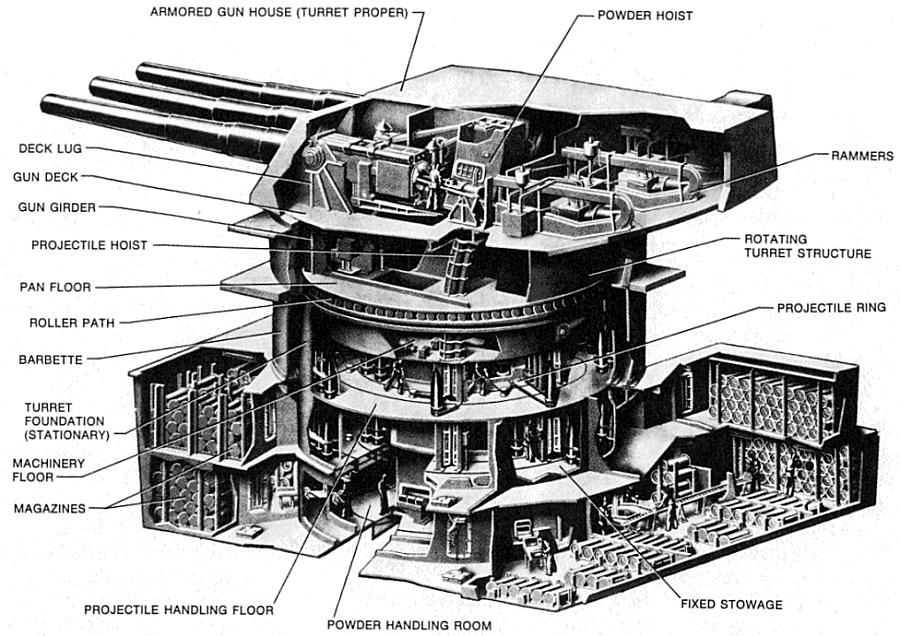
Ilustração da bateria principal e barbeta da Classe North Carolina

A bateria principal do Washington consistia em nove canhões Marco 6 calibre 45 de 406 milímetros arranjados em três torres de artilharia triplas, duas na proa, com a segunda sobreposta à primeira, e a terceira na popa. A bateria secundária tinha vinte canhões de duplo-propósito calibre 38 de 127 milímetros em dez torres duplas instaladas nas laterais da superestrutura, cinco de cada lado. Como projetado, o couraçado foi equipado com uma bateria antiaérea de dezesseis canhões de 28 milímetros e dezoito metralhadoras M2 Browning de 12,7 milímetros, porém as armas antiaéreas foram muito expandidas durante sua carreira. O cinturão de blindagem principal tinha 305 milímetros de espessura, enquanto o convés tinha até 140 milímetros de espessura. As torres de artilharia principais eram protegidas por frentes de 406 milímetros e ficavam em cima de barbetas de mesma espessura. A torre de comando possuía laterais de 373 milímetros. O esquema de blindagem tinha sido projetado para resistir a disparos de 356 milímetros, porém como o sistema do Tratado Naval de Washington ruiu pouco antes do início da construção, o projeto não pode ser revisado para se defender contra armas maiores. Mesmo assim, a Classe North Carolina mostrou-se ser mais bem sucedida do que a melhor protegida Classe South Dakota.

### Modificações
O Washington passou por uma série de modificações durante sua carreira, principalmente em adições à sua bateria antiaérea e instalações de vários tipos de radares. O navio recebeu três conjuntos de radares de controle de disparo Marco 3 para sua bateria principal, quatro radares Marco 4 para a bateria secundária, um radar de varredura aérea CXAM e um radar de varredura de superfície SG. Durante sua reforma de 1944, ele recebeu um radar de varredura aérea SK no lugar do CXAM e um segundo radar SG, enquanto os radares Marco 3 foram substituídos por conjuntos mais modernos de radares Marco 8, porém um radar Marco 3 foi mantido como reserva. Seus radares Marco 4 foram depois substituídos por uma combinação de conjuntos Marco 12 e Marco 22. Um radar dianteiro SK, um radar de varredura aérea traseiro SR e um radar SG em ambas as posições foram instalados em sua última reforma em agosto e setembro de 1945. Um gerador de interferência TDY foi instalado no sua torre de controle de disparo dianteira.
Os canhões de 28 milímetros foram substituídos em abril de 1943 por quarenta canhões Bofors de 40 milímetros em dez montagens quádruplas, enquanto em agosto esse número foi aumentado para sessenta. As metralhadoras foram reduzidas de dezoito para doze e vinte canhões Oerlikon de 20 milímetros em montagens únicas foram instalados no início de 1942. O número de metralhadoras foi aumentado em junho para 28, porém em setembro todas foram removidas em favor de uma bateria uniforme de quarenta canhões de 20 milímetros. Este número foi aumentado para 64 depois de abril de 1943. Uma das montagens únicas foi removida em abril de 1944 em favor de uma montagem experimental quádrupla. Foi programado em novembro de 1944 que o Washington tivesse sua bateria de 20 milímetros reduzida para 48 canhões, porém isto nunca ocorreu; em vez disso, oito montagens simples foram substituídas no início de 1945 por oito montagens duplas, com o número final de armas de 20 milímetros ficando em 75.

## História

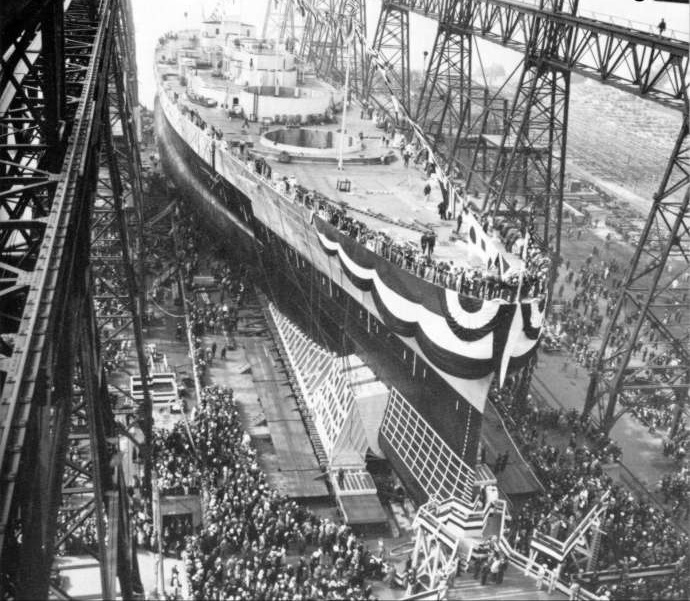
A cerimônia do lançamento do Washington em 1º de julho de 1940

O batimento de quilha do Washington ocorreu em 14 de julho de 1938 no Estaleiro Naval da Filadélfia. Seu casco completo foi lançado ao mar em 1º de junho de 1940 e os trabalhos de equipagem começaram logo em seguida, com ele sendo comissionado na frota em 15 de maio de 1941. Seus testes marítimos começaram em 3 de agosto, porém, assim como seu irmão USS North Carolina, ele sofreu de vibrações excessivas ao navegar em alta velocidade devido suas hélices originais de três lâminas. Testes no North Carolina produziram uma solução viável: instalar duas hélices quádruplas nos eixos externos e duas hélices quíntuplas nos eixos internos; entretanto, o problema nunca foi totalmente resolvido. Testes continuaram em um cruzeiro preparatório e nos treinamentos iniciais, que foram realizados ao longo da Costa Leste dos Estados Unidos até o Golfo do México. Testes de alta velocidade ocorreram em dezembro, durante os quais a embarcação não conseguiu alcançar sua velocidade projetada devido aos problemas de vibração.
Os Estados Unidos ainda estavam neutros na Segunda Guerra Mundial durante esse período. O Washington treinou com o North Carolina e o porta-aviões USS Wasp, com o couraçado servindo de capitânia do contra-almirante John W. Wilcox, o comandante da Divisão de Couraçados 6, parte da Frota do Atlântico. Seus treinamentos iniciais continuaram até 1942, época em que o país já tinha entrada na guerra como resultado do Ataque a Pearl Harbor. Modificações nas hélices continuaram até fevereiro de 1942.

### Operações no Atlântico
Com os Estados Unidos em guerra, o Washington foi designado para a Força Tarefa 39, ainda sob o comando de Wilcox, e partiu para o Reino Unido em 26 de março. A unidade tinha a intenção de reforçar a Frota Doméstica britânica em Scapa Flow e também contava com o Wasp e os cruzadores pesados USS Wichita e USS Tuscaloosa. A Frota Doméstica tinha se enfraquecido pela necessidade de destacar unidades, particularmente a Força H, para participarem da invasão de Madagáscar e assim o grupo norte-americano era necessário para se opor ao couraçado alemão Tirpitz e outras unidades de superfície baseadas na Noruega ocupada. Wilcox foi varrido para fora do navio no dia seguinte, enquanto cruzavam o Oceano Atlântico. O Tuscaloosa e dois contratorpedeiros procuraram pelo almirante, enquanto o Wasp enviou aeronaves para ajudar na busca; olheiros no contratorpedeiro USS Wilson o avistaram com a cabeça virada para baixo na água, já tendo se afogado. A busca foi encerrada e a força tarefa continuou seguindo em frente. O contra-almirante Robert C. Giffen, a bordo do Wichita, assumiu o comando da unidade, que se encontrou em 3 de abril com o cruzador rápido britânico HMS Edinburgh. As embarcações chegaram em Scapa Flow dois dias depois e ficaram sob o comando do almirante John Tovey, o comandante da Frota Doméstica.

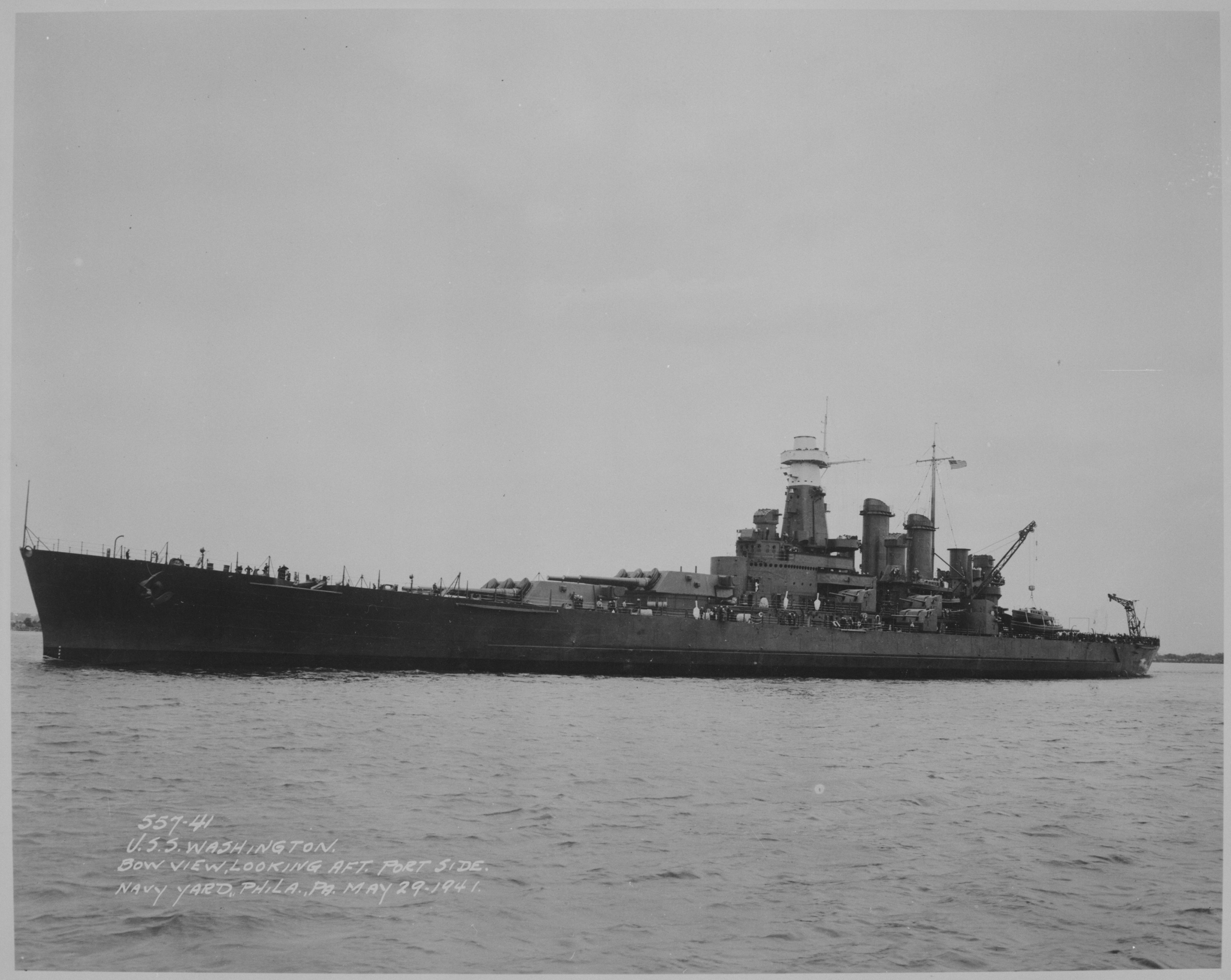
O Washington em 29 de maio de 1941

O Washington e os outros navios norte-americanos passaram o restante do mês realizando exercícios de batalha e se familiarizando com a Frota Doméstica a fim de preparar as embarcações dos dois países para operações conjuntas. A Força Tarefa 39 foi redesignada Força Tarefa 99 no final do mês, com o couraçado permanecendo como sua capitânia. Os navios partiram em 28 de abril para sua primeira operação, uma varredura em busca de embarcações alemãs antes do Comboio PQ 15 partir em direção da União Soviética. Os navios da Força Tarefa 99 operaram com elementos da Frota Doméstica, incluindo o couraçado HMS King George V e o porta-aviões HMS Victorious. O King George V acidentalmente colidiu com e afundou o contratorpedeiro HMS Punjabi; o Washington estava seguindo muito próximo para desviar dos destroços e acabou passando por cima da embarcação. As cargas de profundidade do Punjabi detonaram e a onda de choque danificou alguns dos radares e equipamentos de controle de disparo do couraçado e iniciou um pequeno vazamento em um de seus tanques de combustível. O King George V precisou voltar para reparos, porém o Washington e Força Tarefa 99 ficaram no mar até 5 de maio. Os navios pararam em Hvalfjörður, na Islândia, onde foram reabastecidos pelo USS Mizar.
As embarcações permaneceram na Islândia até 15 de maio, quando partiram para retornar a Scapa Flow, chegando em 3 de junho. O almirante Harold R. Stark, o Comandante das Forças Navais dos Estados Unidos na Europa, visitou o couraçado no dia seguinte e fez dele sua quartel-general temporário. O rei Jorge VI do Reino Unido visitou e inspecionou o Washington em 7 de junho, com as escoltas de comboios no Ártico sendo retomadas depois da partida de Stark; estes incluíram os comboios QP 12, PQ 16 e PQ 17. Os dois primeiros ocorreram ao mesmo tempo, com o QP 12 retornando da União Soviética enquanto o PQ 16 estava carregando outro carregamento de suprimentos e armas. O Washington, Victorious e o couraçado HMS Duke of York proporcionaram apoio distante e não enfrentaram diretamente os u-boots e aeronaves alemães que atacaram o PQ 16. O QP 12 conseguiu praticamente evitar a atenção alemã e seguiu para seu destino sem grandes incidentes.
O PQ 17 resultou em desastre quando o reconhecimento relatou incorretamente que o Tirpitz, os cruzadores pesados Admiral Hipper, Admiral Scheer e Lützow, mais nove contratorpedeiros estavam se aproximando para atacar o comboio, quando na verdade os alemães ainda estavam no litoral norueguês, pois seu progresso tinha sido atrapalhado pelo fato de vários navios terem encalhado. Os relatórios do grande número de unidades alemães no mar fizeram com que o comandante do comboio ordenasse que suas embarcações se espalhassem, o que as deixou extremamente vulneráveis a ataques aéreos e de u-boots, com 24 dos 35 navios de transporte sendo afundados. Giffen transferiu sua capitânia do Wichita para o Washington em 14 de julho, enquanto estavam em Hvalfjörður, iniciando seu retorno para os Estados Unidos com quatro contratorpedeiros de escolta. Ele chegou na Baía de Gravesend em 21 de julho e foi para o Estaleiro de Nova Iorque dois dias depois a fim de passar por uma manutenção.

### Operações no Pacífico

#### Guadalcanal

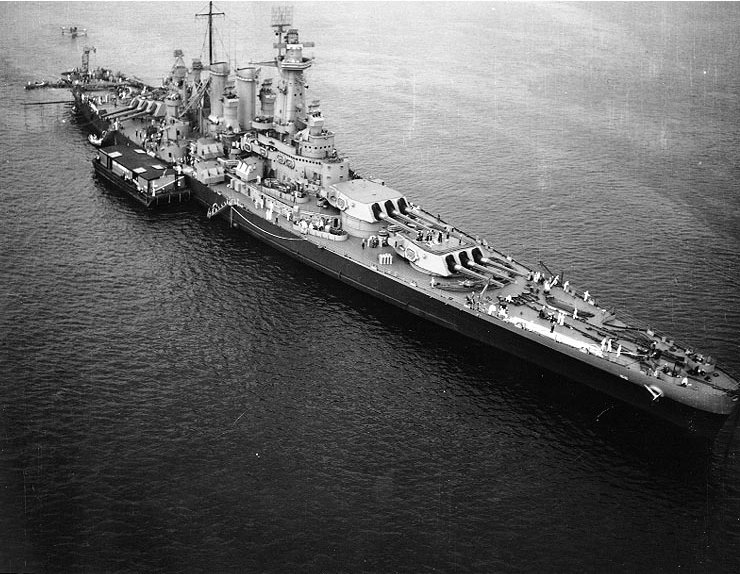
O Washington próximo de Nova Iorque em 21 de agosto de 1942, pouco antes de partir para o Oceano Pacífico

O Washington partiu para o Oceano Pacífico em 23 de agosto, depois de sua manutenção, na companhia de três contratorpedeiros. Ele atravessou o Canal do Panamá em 28 de agostou e chegou em Nukuʻalofa, em Tonga, no dia 14 de setembro. Foi lá que ele se tornou a capitânia do contra-almirante Willis Lee, então o comandante da Divisão de Couraçados 6 e do Grupo de Tarefas 12.2. O couraçado encontrou-se no dia seguinte com navios da Força Tarefa 17, centrada ao redor do porta-aviões USS Hornet. As embarcações em seguida operaram juntas e foram para Nouméa, na Nova Caledônia, a fim de iniciarem operações em apoio para a Campanha nas Ilhas Salomão. Os navios ficaram baseados em Nouméa e em Espírito Santo, nas Novas Hébridas, protegendo comboios que transportavam suprimentos e reforços para o Corpo de Fuzileiros Navais que estavam no meio da Batalha de Guadalcanal.
O couraçado mais dois cruzadores e cinco contratorpedeiros, durante uma dessas operações de comboio na noite de 11 para 12 de outubro, deram apoio distante na Batalha do Cabo Esperança, porém estavam muito longe para participarem de forma mais ativa. O Washington foi transferido para a Força Tarefa 64, a força de combate de superfície responsável pela defesa da área de Guadalcanal, permanecendo sob o comando de Lee. Nessa época a unidade também contava com um cruzador pesado, dois cruzadores rápidos e seis contratorpedeiros. Aeronaves de reconhecimento japonesas fizeram vários contatos com a Força Tarefa 64 entre 21 e 24 de outubro enquanto a frota japonesa se aproximava do local, porém os japoneses concentraram seus ataques nos porta-aviões das Forças Tarefas 17 e 61 durante a Batalha das Ilhas Santa Cruz, que começou no dia 25. O submarino japonês I-15 atacou o navio em 27 de outubro, porém errou seus torpedos.
A frota dos Estados Unidos teve seu poder ofensivo muito reduzido até o início de novembro; os porta-aviões Wasp e Hornet tinham sido afundados, deixando o Washington, o porta-aviões USS Enterprise e o couraçado USS South Dakota como os únicos navios capitais disponíveis para as forças Aliadas na batalha. O Washington juntou-se aos outros dois navios para formar a Força Tarefa 16, que também incluía o cruzador pesado USS Northampton e nove contratorpedeiros. As embarcações partiram em 11 de novembro para retornarem a Guadalcanal. O cruzador pesado USS Pensacola e dois contratorpedeiros juntaram-se no dia seguinte. O vice-almirante William Halsey foi informado que um grande ataque japonês estava se aproximando, assim ele destacou o Washington, South Dakota e quatro contratorpedeiros no dia 13 para formarem o Grupo de Tarefas 16.3, novamente sob o comando de Lee. O Enterprise estava com um dos seus elevadores de aeronaves danificado e foi mantido ao sul como reserva e para impedir que o único porta-aviões norte-americano no Pacífico fosse afundado. O Grupo de Tarefas 16.3 deveria bloquear o antecipado grupo de bombardeamento japonês nas águas próximas de Guadalcanal.

##### Batalha Naval
O grupo de tarefas de Lee aproximou-se de Guadalcanal ao mesmo tempo que a principal força do almirante Nobutake Kondō; a força japonesa era formada pelo couraçado rápido Kirishima, os cruzadores pesados Takao e Atago e contratorpedeiros de escolta. O Grupo de Tarefas 16.3 foi redesignado como Força Tarefa 64 em 14 de novembro. As embarcações passaram ao sul de Guadalcanal e então fizeram a volta pela extremidade ocidental da ilha para bloquear a rota esperada de Kondō. Aeronaves japonesas avistaram a formação de Lee, porém a identificação dos navios variou desde um grupo de cruzadores e contratorpedeiros até porta-aviões, criando confusão dentre os comandantes japoneses. Aeronaves de reconhecimento norte-americanas avistaram as embarcações japonesas durante a tarde, próximas da Ilha Savo, fazendo com que Lee ordenasse que seus navios se preparassem para batalha. Os quatro contratorpedeiros foram dispostos na frente dos dois couraçados. A força norte-americana tinha sido juntada no dia anterior e nunca tinha operada como unidade, com ambos os couraçados tendo pouco experiência no disparo de sua bateria principal, especialmente a noite.
A força de vanguarda de contratorpedeiros japoneses, comandada pelo contra-almirante Shintarō Hashimoto, que tinha sido enviada na frente da força principal, avistou os navios de Lee aproximadamente às 23h00min e voltou para avisar Kondō, enquanto o radar de varredura do Washington captou um cruzador e um contratorpedeiro inimigos por volta do mesmo momento. Os radares de controle de disparo das embarcações começaram a rastrear os japoneses e Lee ordenou que seus dois couraçados abrissem fogo quando prontos. O Washington disparou primeiro com sua bateria principal às 23h17min a uma distância de dezesseis quilômetros, enquanto suas armas secundárias dispararam projéteis iluminadores, com o South Dakota abrindo fogo pouco depois. O contratorpedeiro japonês Ayanami revelou sua posição ao abrir fogo contra os contratorpedeiros de escolta norte-americanos, permitindo que o Washington mirasse nele e infligisse danos sérios que desabilitaram seu sistema de propulsão e iniciaram um grande incêndio.
Um erro no quadro elétrico do South Dakota derrubou a energia no navio por volta das 23h30min, desabilitando seus radares e deixando o couraçado cego diante da força japonesa que se aproximava. Nesse momento a força de Hashimoto já tinha infligido danos sérios aos contratorpedeiros norte-americanos, com dois tendo sido torpedeados e um terceiro destruído por tiros de artilharia. O Washington essencialmente ficou sozinho para enfrentar os japoneses, porém ele ainda não tinha sido detectado. O capitão Glenn B. Davis, o oficial comandante do navio, manteve seu couraçado no lado livre dos destroços dos contratorpedeiros de escolta, porém o South Dakota foi forçado a virar na frente dos destroços em chamas para evitar uma colisão, o que o iluminou para os japoneses, atraindo seus disparos e permitindo que o Washington atacasse sem oposição.

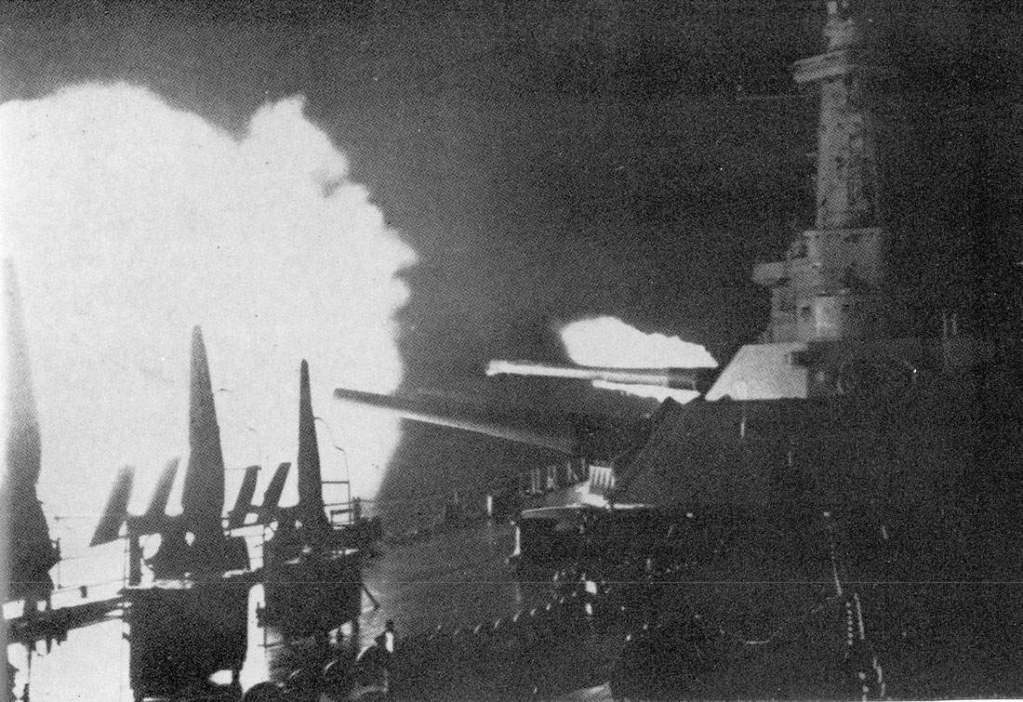
O Washington disparando contra o Kirishima em 15 de novembro de 1942

O radar SG do Washington detectou a força principal de Kondō às 23h35min e os rastreou pelos próximos vinte minutos. A energia do South Dakota foi finalmente restaurada às 23h58min e seu radar captou os navios japoneses a menos de três milhas náuticas (5,6 quilômetros) de distância. O Atago, a embarcação japonesa na vanguarda, iluminou o South Dakota com seus holofotes dois minutos depois e a linha japonesa imediatamente abriu fogo, acertando o couraçado 27 vezes. O Washington ainda não tinha sido detectado e abriu fogo, dedicando dois de seus canhões de 127 milímetros para enfrentar o Atago e outros dois para disparar projéteis iluminadores, enquanto o resto da bateria secundária e a bateria principal atacou o Kirishima a uma distância de 7,7 quilômetros. O navio acertou entre nove e vinte projéteis de 406 milímetros e dezessete a quarenta de 127 milímetros, infligindo danos seríssimos. O Kirishima foi perfurado abaixo da linha de flutuação, suas duas torres de artilharia principais de vante foram incapacitadas e seu leme travado, forçando a embarcação a navegar em círculos para bombordo com um adernamento para estibordo cada vez maior.
O Washington passou a atacar o Atago e o Takao, porém não conseguiu acertá-los; a barragem de fogo mesmo assim convenceu os cruzadores a desligarem seus holofotes e recuarem em uma tentativa de lançarem torpedos. Os dois navios lançaram dezesseis torpedos Longa Lança no Washington às 00h13min a uma distância de 3,7 quilômetros, porém todos erraram. Lee tinha anteriormente mandado que contratorpedeiros e o South Dakota recuassem, ordenando então às 00h20min que o couraçado, seu único combatente sobrevivente, se aproximasse dos cruzadores. O Atago e o Takao atacaram brevemente com seus canhões principais e o primeiro lançou mais três torpedos, que também erraram. Kondō então ordenou que suas forças rápidas do grupo de reconhecimento realizassem um ataque de torpedos, porém os navios de Hashimoto estavam muito fora de posição e não conseguiram seguir o comando. O contra-almirante Raizō Tanaka, que estava escoltando um comboio de suprimentos para Guadalcanal e assim muito distante para participar da batalha, destacou dois de seus contratorpedeiros para ajudar Kondō. Lee ordenou que o Washington revertesse seu curso às 00h33min, quando esses dois navios chegaram, com o objetivo de evitar mais um ataque de torpedos.
Os dois contratorpedeiros de Tanaka lançaram seus torpedos enquanto o couraçado estava recuando, forçando-o a realizar manobras evasivas. Lee manteve o Washington longe dos navios norte-americanos danificados enquanto navegava para o sul para que qualquer embarcação japonesa perseguindo-o não fosse atraída para os outros navios. Kondō cancelou o bombardeamento meia-hora depois e tentou entrar em contato com o Kirishima, mas não obteve resposta e assim enviou contratorpedeiros para investigar o couraçado. Ele foi encontrado em chamas e ainda lentamente virando para bombordo enquanto a inundação cada vez pior desabilitava suas caldeiras. O navio emborcou e afundou às 3h25min; nesse momento, o Ayanami também já tinha sido abandonado e afundou como resultado dos danos infligidos pelo Washington. O couraçado se reencontrou com o South Dakota e os contratorpedeiros USS Benham e USS Gwin às 9h00min para deixarem a área. Lee, além de ter bloqueado o bombardeamento planejado de Kondō, adiou o comboio de Tanaka o suficiente para que os navios de transporte ficassem impedidos de descarregar durante a noite, assim foram forçados a se encalharem na ilha, onde foram atacados e muito danificados de manhã por aeronaves do Enterprise e do aeroporto de Henderson Field, artilharias em terra e pelo contratorpedeiro USS Meade.

##### Outras ações

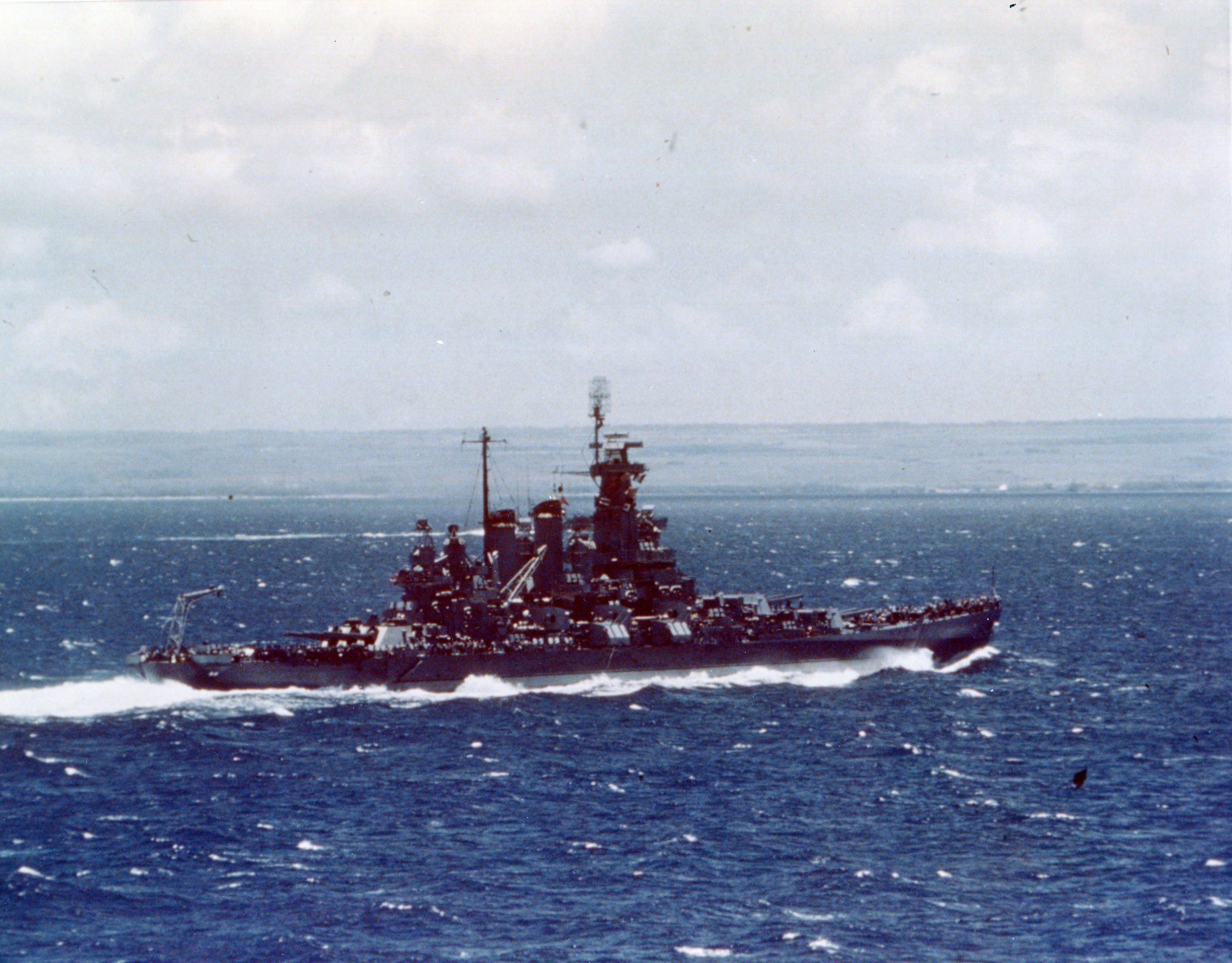
O Washington próximo de Oahu, no Havaí, c. maio–julho de 1943

O Washington retornou para a escolta de porta-aviões das Forças Tarefas 11 e 16, enquanto o South Dakota partiu para passar por reparos. A força de Lee foi reforçada no final de novembro pelo North Carolina e posteriormente pelo USS Indiana. Os couraçados foram agrupados como Força Tarefa 64, ainda sob o comando de Lee, e deram cobertura até o início do ano seguinte para comboios no apoio às batalhas nas Ilhas Salomão. Essas operações incluíram a cobertura de sete navios de transporte que carregavam elementos da 25ª Divisão de Infantaria para Guadalcanal entre 1º e 4 de janeiro de 1943. No final do mês, durante outra operação de comboio, os couraçados estavam muito ao sul para alcançarem e ajudarem a força de cruzadores norte-americanos travando a Batalha da Ilha Rennell. O Washington permaneceu no Pacífico Sul até 30 de abril, quando deixou Nouméa para Pearl Harbor, no Havaí. Ele se juntou às embarcações da Força Tarefa 16 no meio do caminho e todos chegaram no destino no dia 8 de maio.
O couraçado operou como a capitânia da Força Tarefa 60 pelo próximos vinte dias, realizando treinamentos próximo do Havaí. Entrou em uma doca seca no Estaleiro Naval de Pearl Harbor em 28 de maio para passar por reparos e instalação de novos equipamentos. Isto incluiu novas hélices que novamente falharam em remediar completamente os problemas de vibração. O navio voltou para seus exercícios de treinamento na área assim que os trabalhos foram completados, partindo em 27 de julho com um comboio para o Pacífico Sul e de volta para a zona de guerra. A embarcação foi colocada junto com o Grupo de Tarefas 56.14 para a viagem, sendo então destacada ao chegar na área em 5 de agosto a fim de seguir sozinha até Porto Havannah, na ilha de Éfaté nas Nova Hébridas, onde chegou dois dias depois. O Washington passou os dois meses seguintes realizando treinamentos táticos junto com as forças tarefas de porta-aviões na área de Éfaté em preparação para as próximas campanhas que seriam realizadas no Pacífico Central.
O Washington partiu em 31 de outubro junto com mais três couraçados e seis contratorpedeiros como parte do Grupo de Tarefas 53.2. As embarcações se encontraram no dia seguinte com o Grupo de Tarefas 53.3, que tinha os porta-aviões Enterprise, USS Essex e USS Independence, para mais exercícios de treinamento que duraram até 5 de novembro. Os grupos então se dispersaram e o Washington foi embora com contratorpedeiros de escolta para Viti Levu, em Fiji, chegando no dia 7.

#### Ilhas Gilbert e Marshall

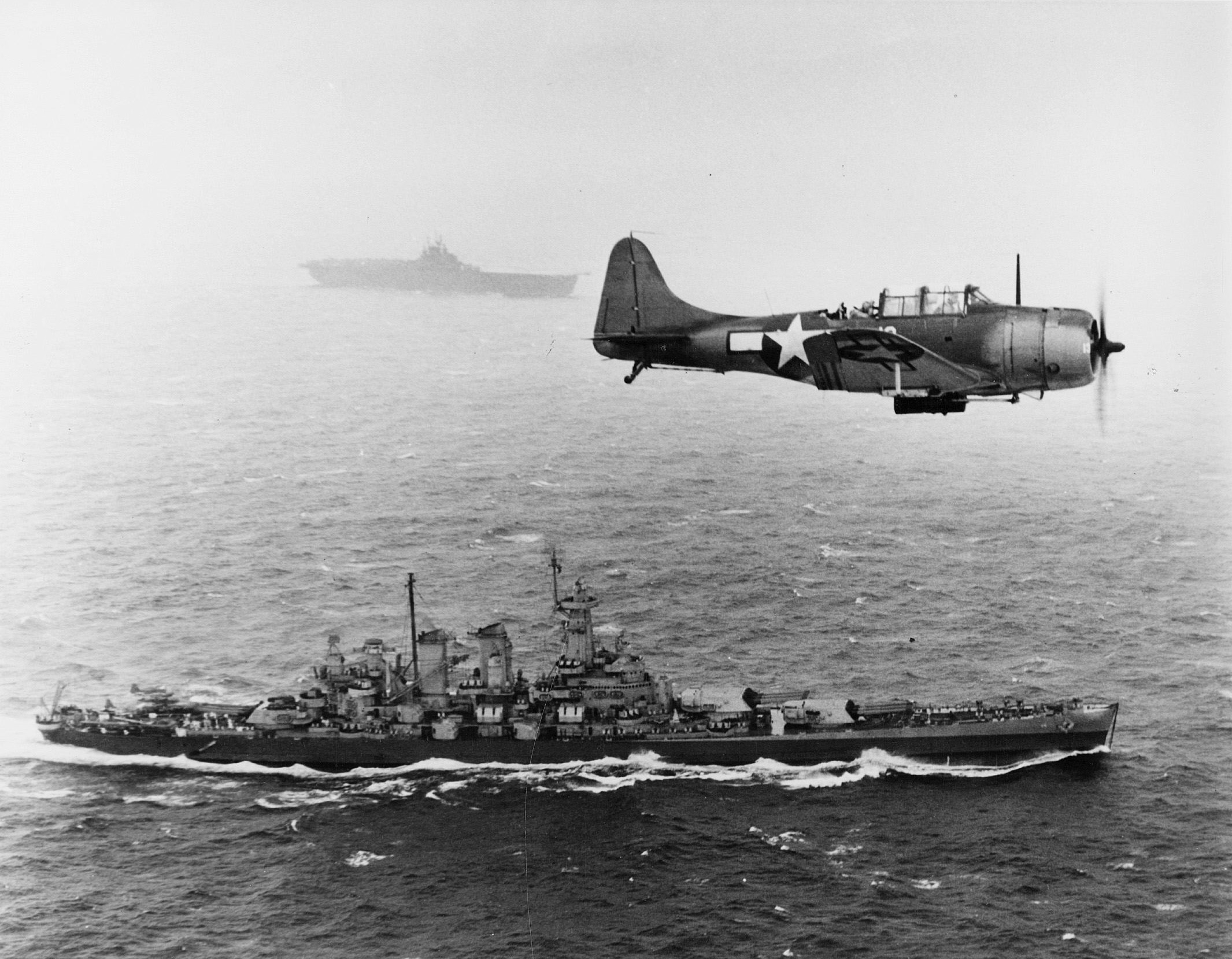
Um Douglas SBD Dauntless sobrevoando o Washington em 12 de novembro de 1943, com o ao fundo

O navio partiu em 11 de novembro na companhia das embarcações da Divisão de Couraçados 8 e da Divisão de Couraçados 9, encontrando-se quatro dias depois com o Grupo de Tarefas 50.1, que era centrado ao redor do porta-aviões USS Yorktown. A frota seguiu para as Ilhas Gilbert, onde fuzileiros navais estavam se preparando para invadir a ilha de Tarawa. Os porta-aviões da Força Tarefa 50 lançaram ataques aéreos em 19 de novembro e continuaram no dia seguinte enquanto os fuzileiros desembarcavam em Tarawa e Makin. Os ataques continuaram até o dia 22, quando a frota seguiu para o norte de Makin em uma área de patrulha. Os grupos da Força Tarefa 50 foram reorganizados em 25 de novembro e o Washington foi transferido para o Grupo de Tarefas 50.4, junto com os porta-aviões USS Bunker Hill e USS Monterey, mais os couraçados South Dakota e USS Alabama.
Os grupos de porta-aviões operaram perto de Makin entre 26 e 28 de novembro para darem cobertura aos desembarques de tropas e suprimentos na ilha. Aeronaves japonesas atacaram os grupos em 27 e 28 de novembro, porém infligiram poucos danos nos navios norte-americanos. O Washington foi destacado em 6 de dezembro, depois do fim da batalha nas Ilhas Gilbert, para criar o Grupo de Tarefas 50.8 junto com o North Carolina, South Dakota, Indiana, Alabama e USS Massachusetts, os porta-aviões Bunker Hill e Monterey, mais onze contratorpedeiros. Os couraçados foram enviados dois dias depois para bombardearem a ilha de Nauru, retornando para Éfaté em 12 de dezembro. O Washington permaneceu no local brevemente e partiu em 25 de dezembro para treinamentos de artilharia junto com o North Carolina e quatro contratorpedeiros. Eles retornaram em 7 de janeiro de 1944, com o couraçado sendo designado para o Grupo de Tarefas 37.2 junto com o Bunker Hill e Monterey. Os navios seguiram em 18 de janeiro para as Ilhas Marshall, o próximo alvo da campanha.
As embarcações pararam em 20 de janeiro em Funafuti, nas Ilhas Ellice, partindo três dias depois para se encontrarem com o resto do que era agora a Força Tarefa 58; esta unidade, que formava a Força Tarefa de Porta-Aviões Rápidos, tinha sido criada em 6 de janeiro sob o comando do contra-almirante Marc Mitscher. A unidade do Washington foi redesignada como o Grupo de Tarefas 58.1. A força chegou no final do mês em Kwajalein, o alvo principal, com o couraçado escoltando os porta-aviões enquanto realizavam vários ataques contra a ilha e a vizinha Taroa. O Washington, Massachusetts e Indiana foram destacados em 30 de janeiro para bombardearem Kwajalein com uma escolta de quatro contratorpedeiros. Eles retornaram para os porta-aviões no dia seguinte e retomaram suas funções de escolta durante mais ataques aéreos.
O Indiana, durante uma patrulha nas primeiras horas do dia 1º de fevereiro, cortou o caminho do Washington ao tentar ir reabastecer um grupo de contratorpedeiros, fazendo os dois couraçados colidirem e infligindo grandes danos em ambos. Aproximadamente 61 metros da proa do Washington foi arrancada, fazendo-a ruir. As duas embarcações recuaram para Majuro a fim de passarem por reparos temporários; a proa em ruínas do Washington foi reforçada para permitir que ele navegasse em 11 de fevereiro até Pearl Harbor para mais reparos temporários. O navio recebeu uma proa temporária ao chegar e então continuou até o Estaleiro Naval de Puget Sound em Bremerton, em Washington, para consertos permanentes. Um novo conjunto de hélices foi instalado e testes de vibração realizados em abril revelaram que isso fora uma solução parcial: o Washington agora podia navegar em alta velocidade sem grandes problemas, porém a vibração ainda era excessiva em velocidades entre dezessete e vinte nós (31 a 37 quilômetros por hora). Ele voltou para a Divisão de Couraçados 4 e recebeu quinhentos passageiros antes de seguir para Pearl Harbor. O couraçado chegou em 13 de maio e desembarcou seus passageiros, seguindo para reencontrar com a frota em Majuro. Ele chegou em 7 de junho e voltou a servir como a capitânia do agora vice-almirante Lee.

#### Ilhas Marianas e Palau

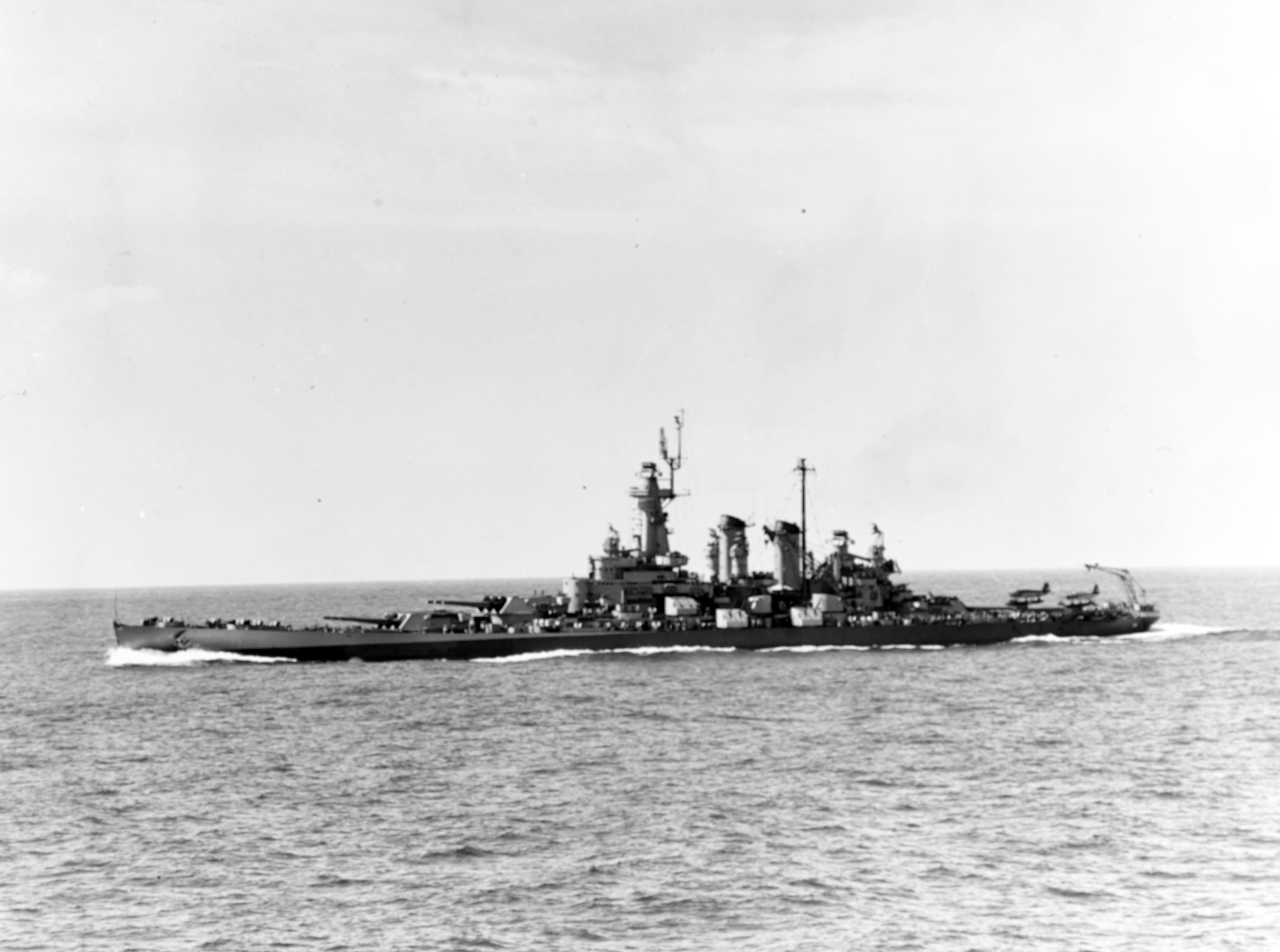
O Washington em 28 de maio de 1944

A frota partiu a fim de iniciar um ataque contra as Ilhas Marianas logo depois do Washington retornar; os porta-aviões atacaram alvos em Saipan, Tinian, Guam, Rota e Pagan com o objetivo de enfraquecer as defesas japonesas antes das forças terrestres desembarcarem. O navio na época estava com o Grupo de Tarefas 58.7, que era formado por sete couraçados distribuídos entre os quatro grupos de tarefas de porta-aviões. O Washington e vários outros couraçados foram destacados em 13 de junho para bombardearem Saipan e Tinian antes de serem substituídos no dia seguinte pelo grupo de bombardeamento da força anfíbia. A Força Tarefa de Porta-Aviões Rápidos navegou para o norte em 15 de junho a fim de atacar alvos nas Ilhas Vulcano e Bonin, incluindo em Iwo Jima, Chichi Jima e Haha Jima. Fuzileiros desembarcaram nas praias de Saipan ao mesmo tempo; isto foi um rompimento do perímetro de defesa interno do Japão que fez a Marinha Imperial Japonesa lançar uma grande contraofensiva com a 1ª Frota Móvel, sua principal força de porta-aviões.
A partida dos japoneses foi observada pelo submarino USS Redfin; outros submarinos, incluindo o USS Flying Fish e o USS Cavalla, rastrearam a força enquanto ela se aproximava dos norte-americanos, o que manteve o almirante Raymond Spruance, o comandante da Quinta Frota, informado de seus movimentos. O Washington e o resto da Força Tarefa 58 navegaram para encontrar o inimigo em 18 de junho, levando à Batalha do Mar das Filipinas, travada entre os dias 19 e 20. Os couraçados, mais quatro cruzadores e treze contratorpedeiros, foram colocados por volta de quinze milhas náuticas (28 quilômetros) ao oeste dos porta-aviões para proteger o caminho de aproximação mais provável. Os japoneses lançaram suas aeronaves primeiro e o Washington e o North Carolina foram os primeiros couraçados a abrirem fogo contra os aviões enquanto estes mediam as defesas norte-americanas. A batalha foi travada pelos porta-aviões e a frota norte-americana conseguiu infligir perdas sérias nos japoneses, afundando três porta-aviões e abatendo centenas de aeronaves.
O Washington e o resto da Força Tarefa 58 retornaram para as Ilhas Marianas. O couraçado continuou a escoltar os porta-aviões durante a Batalha de Guam até 25 de julho, quando seguiu com os porta-aviões do Grupo de Tarefas 58.4 para as Ilhas Palau. Os ataques ocorreram até 6 de agosto, quando o Washington, Indiana e Alabama, o cruzador rápido USS Birmingham e contratorpedeiros de escolta foram destacados como o Grupo de Tarefas 58.7 para seguirem até Enewetak. Eles chegaram no dia 11 e reabasteceram combustível, munição e outros suprimentos, permanecendo no local até o final do mês. O grupo partiu em 30 de agosto com a Força Tarefa de Porta-Aviões Rápidos, que nessa altura tinha sido transferida para o comando da Terceira Frota e renomeada para Força Tarefa 38. O Washington foi designado para o Grupo de Tarefas 38.3. Os navios navegaram primeiro para o sul até as Ilhas do Almirantado e depois para o oeste de volta para Palau. Os porta-aviões então iniciaram uma série de ataques de 6 a 8 de setembro contra vários alvos; o Washington contribuiu bombardeando Peleliu e Angaur com seus canhões antes dos fuzileiros desembarcarem nas ilhas mais tarde no mesmo mês.
Os grupos de tarefa 38.1, 38.2 e 38.3 deixaram Palau em 9 e 10 de setembro para atacarem campos de pouso japoneses em Mindanau, no sul das Filipinas, parte de uma prática padrão de neutralizar posições próximas que poderiam interferir na iminente invasão das Ilhas Palau. Os porta-aviões foram para o norte até as Ilhas Visayas de 12 a 14 de setembro por encontrarem poucas forças japonesas em Mindanau. Os grupos de porta-aviões então recuaram para reabastecerem no mar antes de retornarem para as Filipinas a fim de atacarem aeroportos em Luzon nos dias 21 e 22, em seguida retornando para mais ataques nas Visayas em 24 de setembro. Os porta-aviões depois disso navegaram para o norte com o objetivo de atacar campos de pouso em Okinawa, Formosa e Luzon em preparação para a invasão das Filipinas.

#### Filipinas

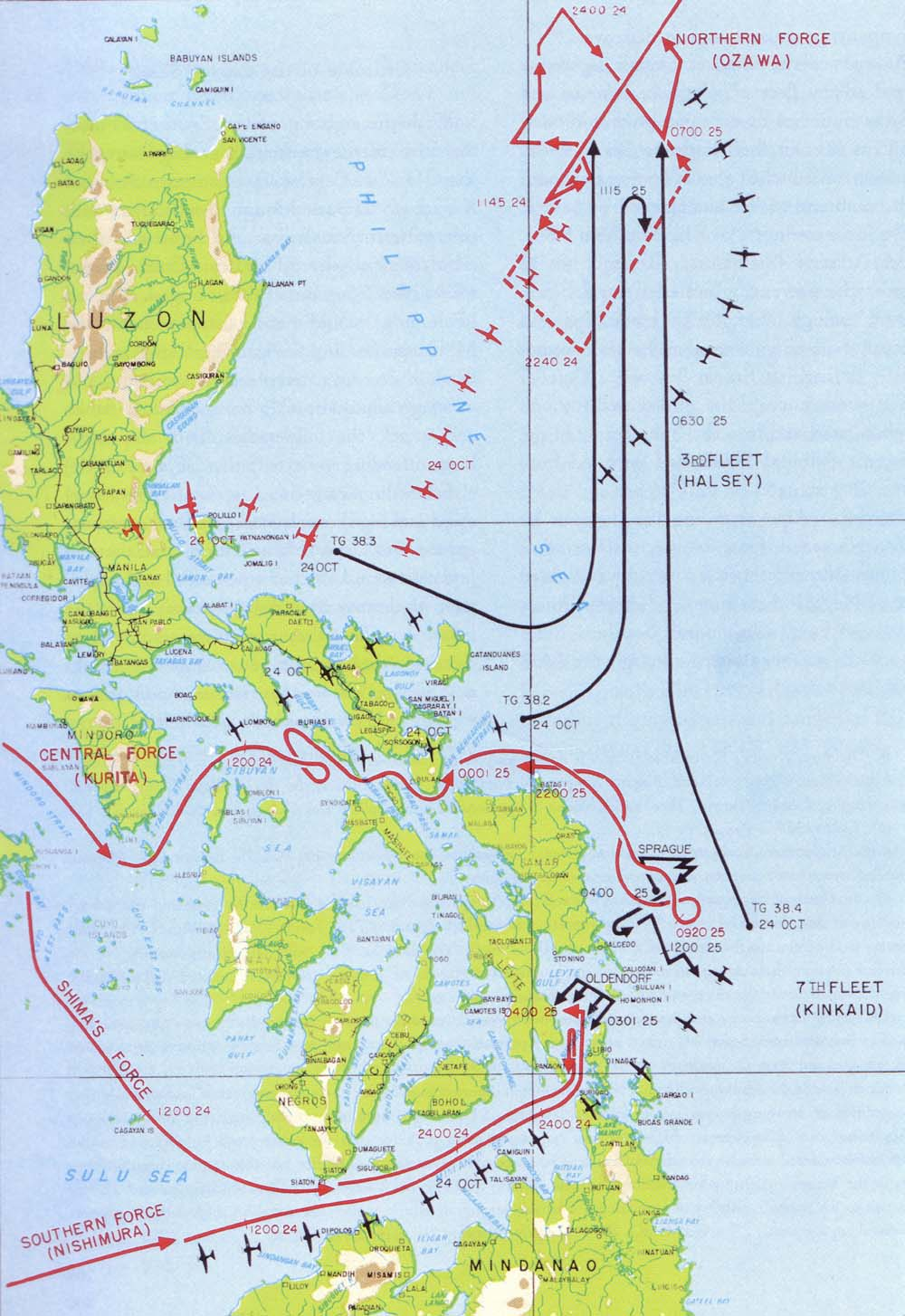
Movimentos das forças norte-americanas (preto) e japonesas (vermelho) durante a Batalha do Golfo de Leyte em outubro de 1944

A Força Tarefa 38 embarcou em 6 de outubro em ataques para isolar as Filipinas e suprimir unidades da 1ª Frota Aérea, com o Washington ficando com o Grupo de Tarefas 38.3 e permanecendo como a capitânia de Lee. A primeira operação foi um grande ataque contra bases aéreas japonesas em Okinawa no dia 10 de outubro. Os navios do Grupo de Tarefas 38.3 reabasteceram no mar no dia seguinte e se juntaram a outros três grupos de tarefas para grandes ataques contra Formosa que ocorrer de 12 a 14 de outubro. A frota recuou no dia seguinte e se defendeu contra ataques aéreos japoneses ferrenhos, porém as embarcações do Grupo de Tarefas 38.3 não participaram diretamente pois os ataques ficaram concentrados nos grupos de tarefa 38.1 e 38.4. Um submarino relatou no dia 16 que tinha observado uma esquadra japonesa de três cruzadores e oito contratorpedeiros tentando localizar navios Aliados danificados, com as forças tarefa 38.2 e 39.3 navegando para o norte a fim de encontrá-la, porém as aeronaves só conseguiram localizar e afundar um barco torpedeiro.
Os dois grupos de tarefa recuaram em 17 de outubro para darem cobertura para a invasão de Leyte com o resto da Força Tarefa 38, mesmo dia que elementos do Sexto Exército desembarcaram; os ataques contra Luzon continuaram até o dia 19. O Washington estava com o Grupo de Tarefas 38.4, escoltando os porta-aviões Enterprise e USS Franklin, e os porta-aviões rápidos USS San Jacinto e USS Belleau Wood. O Grupo de Tarefas 38.4 recuou para reabastecer em 21 de outubro, durante o qual também deram cobertura para o recuo de navios danificados no ataque contra Formosa voltando para Ulithi. O Grupo de Tarefas 38.4 retornou para Leyte no dia seguinte.

##### Golfo de Leyte
Os desembarques em Leyte levaram ao acionamento da Operação Shō-Gō 1, o plano da Marinha Imperial para o caso de uma invasão Aliada das Filipinas. O plano era uma operação complexa com três frotas separadas: a 1ª Frota Móvel, agora chamada de Força Norte, sob o comando do vice-almirante Jisaburō Ozawa, a Força Central sob o comando do vice-almirante Takeo Kurita e a Força Sul sob o comando do vice-almirante Shōji Nishimura. Os porta-aviões de Ozawa, nessa altura já tendo perdido a maioria de suas aeronaves, deveria servir como chamariz para os couraçados de Kurita e Nishimura, que usariam a distração para atacarem diretamente a frota de invasão. Os navios de Kurita foram detectados no Estreito de San Bernardino em 24 de outubro e isto levou à Batalha do Mar de Sibuyan, com os aviões norte-americanos conseguindo afundar o poderoso couraçado Musashi e fazendo Kurita recuar temporariamente. Isto convenceu Halsey, o comandante da Terceira Frota, a enviar a Força Tarefa de Porta-Aviões Rápidos para destruir a Força Norte, que tinha sido detectada. O Washington navegou para o norte junto com os porta-aviões e Halsey estabeleceu no caminho a Força Tarefa 34, sob o comando de Lee, formada por seis couraçados, sete cruzadores e dezoito contratorpedeiros.
Mitscher começou seu ataque contra a Força Norte na manhã de 25 de outubro, iniciando a Batalha do Cabo Engaño; os norte-americanos, conseguiram afundar todos os quatro porta-aviões japoneses e danificar dois couraçados mais antigos que tinham sido convertidos em porta-aviões híbridos. Entretanto, Halsey e Mitscher não sabiam que Kurita tinha retomado sua aproximação do Estreito de San Bernardino no final do dia anterior e entrado no Golfo de Leyte pela manhã. Kurita seguiu para atacar a frota de invasão enquanto Mitscher estava ocupado com a distração da Força Norte, porém um grupo de porta-aviões de escolta e contratorpedeiros conseguiu segurar o avanço japonês na Batalha de Samar. Chamados desesperados por ajuda mais adiante na manhã levaram Halsey a destacar os couraçados de Lee para intervirem no sul.
Entretanto, Halsey demorou mais de uma hora para destacar os navios, mesmo depois de receber ordens do almirante Chester W. Nimitz, o comandante da Frota do Pacífico; ele ainda estava navegando para o norte durante esse intervalo, adicionando duas horas a mais de viagem para o sul. Uma necessidade de reabastecer contratorpedeiros atrasou o progresso ainda mais. Resistência ferrenha colocou as embarcações de Kurita em desordem e fez com que ele recuasse antes da Força Tarefa 34 chegar. Halsey destacou os couraçados USS Iowa e USS New Jersey como Grupo de Tarefas 34.5 para perseguirem Kurita pelo Estreito de San Bernadino, enquanto Lee e o resto das embarcações tentaram cortar as rotas de fuga, porém ambos chegaram muito tarde. O historiador H. P. Wilmott especulou que, caso Halsey tivesse destacado a Força Tarefa 34 prontamente, os navios poderiam ter facilmente chegado no estreito antes da Força Central e destruído Kurita dada a superioridade de seus canhões direcionados por radar.

##### Outras ações

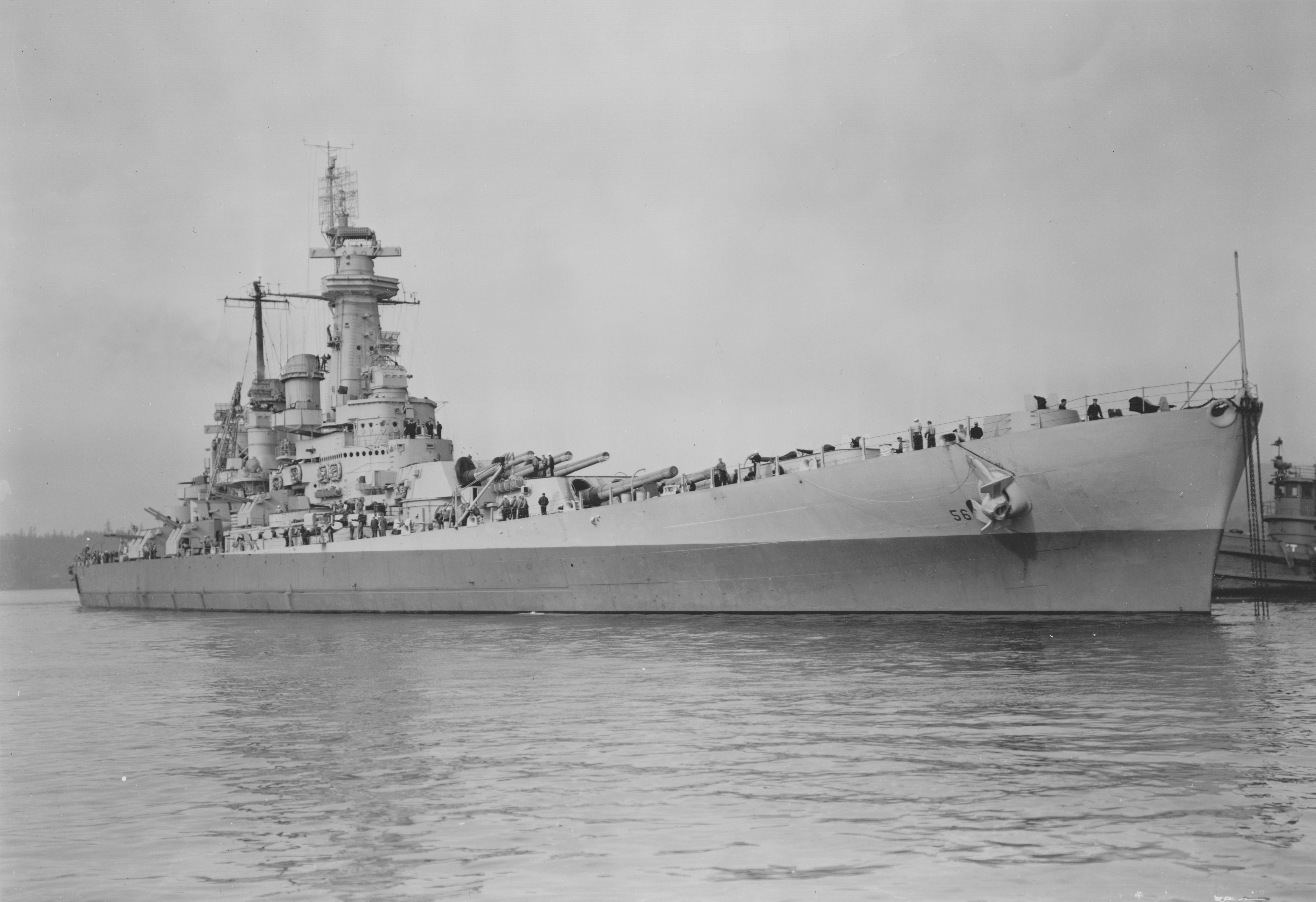
O Washington no Estaleiro Naval de Puget Sound em 26 de abril de 1944

As unidades da Força Tarefa 38 recuaram depois da batalha até Ulithi para reabastecerem a fim de continuarem as operações nas Filipinas. A frota partiu mais uma vez em 2 de novembro para novos ataques contra campos de pouso em Luzon e nas Visayas até o dia 14, quando recuaram novamente para Ulithi, chegando três dias depois. Lee transferiu sua capitânia para o South Dakota em 18 de novembro e o Washington ao mesmo tempo foi transferido para o Grupo de Tarefas 38.3, tendo a companhia do North Carolina e do South Dakota. Os navios deixaram o porto em 22 de novembro para treinamentos de artilharia enquanto os porta-aviões realizaram pelos três dias seguintes ataques aéreos independentes contra vários alvos nas Filipinas. O couraçado voltou para Ulithi no dia 2 de dezembro e sua tripulação realizou reparos e carregou munição e suprimentos para operações futuras.
A Força Tarefa 38 partiu em 11 de dezembro para mais ataques contra Luzon a fim de suprimir aeronaves japonesas enquanto os Aliados preparavam-se para desembarcar em Mindoro. O ataque ocorreu de 14 a 16 de dezembro. O Tufão Cobra varreu a área enquanto a frota recuava para reabastecer no dia 17, afundando três contratorpedeiros. Os danos infligidos adiaram por dois dias apoio às tropas em terra, com o mau tempo fazendo Halsey cancelar as operações; eles chegaram em Ulithi em 24 de dezembro.
A frota partiu em 30 de dezembro para ataques preparatórios dos desembarques em Luzon; o Washington permaneceu com o Grupo de Tarefas 38.3. Os porta-aviões atacaram Formosa novamente em 3 e 4 de janeiro de 1945 e reabasteceram no dia seguinte. Logo em seguida a força atacou campos de pouso de kamikazes em Luzon nos dias 6 e 7 com o objetivo de neutralizá-los antes da invasão do Golfo de Lingayen. Mais ataques contra Formosa ocorreram em 9 de janeiro. O grupo de porta-aviões entrou no Mar da China Meridional no dia seguinte, onde reabasteceram e atacaram alvos na Indochina Francesa por acharem que forças navais japonesas significativas estavam presentes, porém apenas navios mercantes e alguns navios de guerra menores foram afundados. Outros elementos da frota invadiram o Golfo de Lingayen durante esses ataques.

#### Iwo Jima e Okinawa

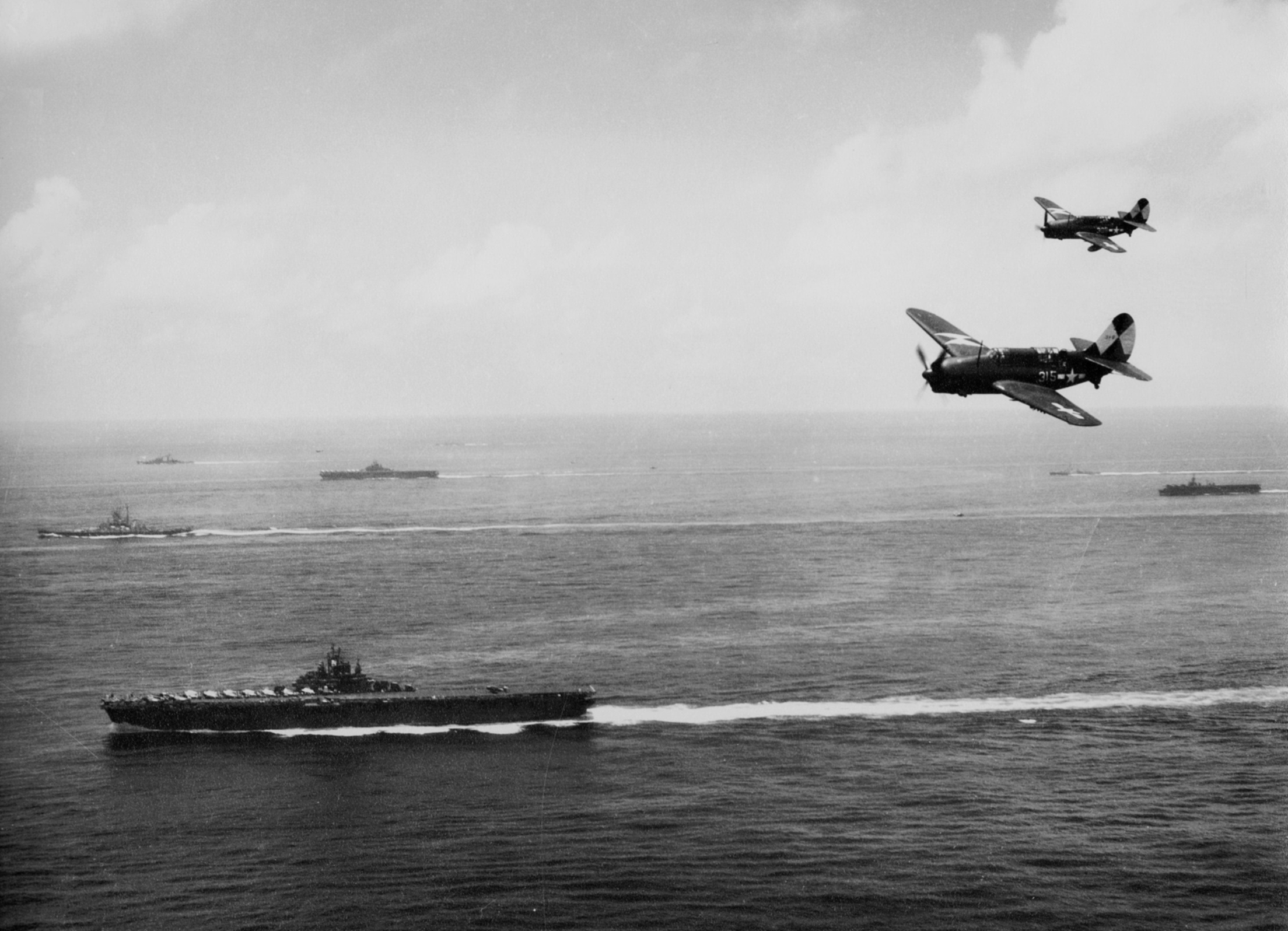
O Washington e porta-aviões próximos de Okinawa em maio de 1945

O Washington escoltou porta-aviões em fevereiro durante ataques contra a ilha de Honshu com o objetivo de neutralizar forças aéreas japonesas que poderiam interferir na invasão de Iwo Jima e das Ilhas Vulcano. A Quinta Frota reassumiu o comando da Força Tarefa de Porta-Aviões Rápidos e assim o couraçado passou a integrar o Grupo de Tarefas 58.4. A frota deixou Ulithi em 10 de fevereiro e realizou treinamentos perto de Tinian dois dias depois, reabastecendo no mar no dia 14 para continuarem norte a fim de lançar ataques contra a área de Tóquio em 16 de fevereiro. Os ataques continuaram até o dia seguinte e então a frota recusou em 18 de fevereiro para reabastecer, com o Grupo de Tarefas 58.4 sendo enviado para atacar outras ilhas em Bonin para isolar ainda mais Iwo Jima. O Washington, North Carolina e o cruzador pesado USS Indianapolis foram destacados durante o bombardeio preparatório para reforçarem a Força Tarefa 54, a principal força de invasão; o Washington permaneceu no local no decorrer do assalto anfíbio e proporcionou suporte de fogo em 22 de fevereiro enquanto as forças de desembarque avançavam pela ilha. Os grupos de porta-aviões foram reunidos no dia seguinte e reabastecidos dois dias depois a fim de continuarem as operações contra o arquipélago japonês.
A frota deixou Iwo Jima e retomou os ataques contra o arquipélago japonês em preparação para o próximo desembarque em Okinawa e nas Ilhas Ryūkyū. A primeira ação ocorreu em 25 e 26 de fevereiro e acertou alvos na área de Tóquio, seguido por um outro ataque contra Iwo Jima no dia seguinte. A frota reabasteceu em 28 de fevereiro e atacou Okinawa em 1º de março, retornando para Ulithi no dia 4. A frota foi reorganizada no local e o Washington foi transferido para o Grupo de Tarefas 58.3. Os navios partiram em 14 de março para mais ataques contra o Japão; eles reabasteceram dois dias depois e no caminho lançaram ataques aéreos contra a ilha de Kyushu no dia 18. Os ataques continuaram até o dia seguinte e infligiram grandes danos em instalações japonesas, além de afundarem ou danificarem muitos navios. Os grupos de tarefa recuaram em 22 de março para reabastecerem e se reorganizarem, pois vários dos porta-aviões tinham sido danificados por ataques aéreos e kamikazes.
O Washington bombardeou posições japoneses em Okinawa em 24 de março, nessa época como parte do Grupo de Tarefas 58.2. Ataques dos porta-aviões contra o arquipélago japonês e as Ilhas Ryūkyū continuaram depois da invasão de Okinawa em 1º de abril. A frota ficou sob ferrenho ataque de kamikazes enquanto operavam perto da ilha, com uma das maiores ações ocorrendo em 7 de abril junto com a surtida do couraçado Yamato. O Washington não foi danificado nesses ataques, que foram em sua maior parte derrotados pelas patrulhas aéreas de combate dos porta-aviões. O navio novamente aproximou-se de Okinawa em 19 de abril para bombardear posições japonesas enquanto os fuzileiros batalhavam no sul. O couraçado permaneceu próximo da ilha até o final de maio, quando foi destacado para passar por manutenção. Ele seguiu primeiro para a Baía de São Pedro em Leyte, chegando em 1º de junho, seguindo então para Puget Sound  no dia 6. O Washington fez paradas em Guam e em Pearl Harbor até finalmente chegar em Bremerton em 23 de junho. Sua manutenção e reformas duraram até setembro, porém o Japão se rendeu em 15 de agosto e a guerra terminou formalmente em 2 de setembro.

### Pós-guerra

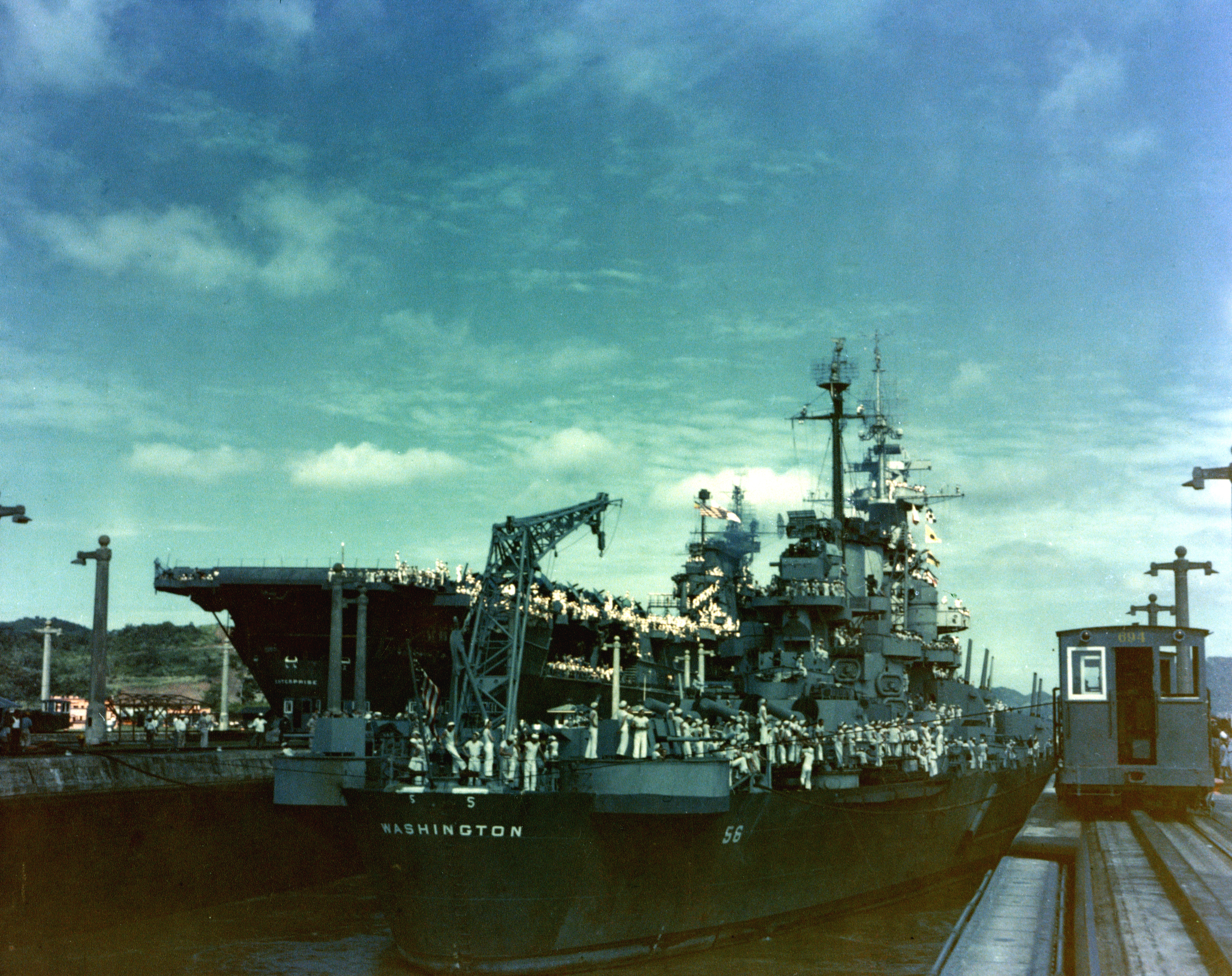
O Washington e o Enterprise passando pelo Canal do Panamá em outubro de 1945

O Washington realizou testes marítimos ao fim das reformas, seguido por um curto período de treinamento em San Pedro, na Califórnia. Ele então partiu para o Canal do Panamá e juntou-se ao Grupo de Tarefas 11.6 em 6 de outubro no meio do caminho, passando pelo canal e navegando até o Estaleiro Naval da Filadélfia. O navio chegou em 17 de outubro e participou no dia 27 das celebrações do Dia da Marinha. O couraçado foi para o estaleiro a fim de ser modificado para transportar um maior número de pessoas, pois fora designado para participar da Operação Tapete Mágico, o transporte de soldados norte-americanos de volta para casa. Espaço adicional foi proporcionado ao reduzir a tripulação para 84 oficiais e 835 marinheiros, pois, como a guerra tinha acabado, não havia necessidade de tripulações para as armas. Os trabalhos foram finalizados em 15 de novembro e o Washington partiu para o Reino Unido. Ele chegou em Southampton no dia 22 e embarcou um contingente do Exército, totalizando 185 oficiais e 1 479 soldados, transportando-os de volta para Nova Iorque, onde foi permaneceu até ser descomissionado em 27 de junho de 1947.
O couraçado foi designado para a Frota de Reserva do Atlântico em Nova Iorque, onde permaneceu pela década de 1950. A Junta de Características de Navios autorizou em 1946 a remoção de canhões de 40 milímetros das Classes North Carolina e South Dakota. Essas armas foram depois instaladas nos couraçados da Classe Iowa quando foram reativados para a Guerra da Coreia. O Washington e as outras embarcações tiveram seus canhões de 20 milímetros removidos até outubro de 1951. A Marinha dos Estados Unidos considerou em maio de 1954 modernizar o Washington e o North Carolina, que envolveria a instalação de uma bateria antiaérea de doze canhões de 76 milímetros em torres duplas. Sua velocidade baixa impedia que servissem como escoltas eficientes de forças tarefas de porta-aviões, pois a marinha determinou que uma velocidade de 31 nós (57 quilômetros por hora) seria necessária. Para isto, seu sistema de propulsão teria de produzir 240 mil cavalos-vapor (177 mil quilowatts) de potência no mesmo deslocamento; a potência necessária não poderia ser atingida mesmo se a torre de artilharia principal traseira fosse removida e seus depósitos convertidos em salas de caldeira adicionais. Remover o cinturão de blindagem permitiria chegar na velocidade necessária com apenas 216 mil cavalos-vapor (159 mil quilowatts), porém o casco da popa precisaria ser reconstruído a fim de acomodar as hélices maiores que seriam necessárias. Também foi considerado substituir o sistema de propulsão pelo mesmo tipo usado na Classe Iowa, cujos navios eram capazes de chegar a 35 nós (65 quilômetros por hora), porém não havia espaço para acomodar um sistema maior. Para chegar na mesma velocidade, o Washington precisaria que toda sua blindagem lateral e as três torres de artilharia principais fossem removidas, além de um sistema de propulsão capaz de gerar 470 mil cavalos-vapor (346 mil quilowatts) de potência.
O custo do projeto foi estimado em quarenta milhões de dólares por navio, valor considerado muito elevado e assim a ideia foi abandonada. O Washington permaneceu no inventário da marinha até 1º de junho de 1960, quando foi removido do Registro de Embarcações Navais. Foi vendido como sucata em 24 de maio de 1961 e desmontado.

### Citações
1. ↑   Friedman 1985, pp. 244–265
2. 1 2 3 4   Friedman 1980, p. 97
3. 1 2   Friedman 1985, p. 447
4. 1 2   Friedman 1985, p. 276
5. ↑   Friedman 1985, pp. 276–277
6. ↑   Friedman 1985, pp. 274–275
7. 1 2 3 4 5 6 7 8 9 10 11 12 13 14 15 16 17 18 19 20 21 22 23 24   «Washington VIII (BB-56)». Dictionary of American Naval Fighting Ships. Naval History and Heritage Command. Consultado em 16 de fevereiro de 2021
8. 1 2   Friedman 1985, p. 275
9. ↑   Rohwer 2005, pp. 152, 154
10. ↑   Blair 1996, pp. 514–515, 528
11. ↑   Rohwer 2005, p. 154
12. ↑   Rohwer 2005, p. 162
13. ↑   Rohwer 2005, p. 166–167
14. ↑   Rohwer 2005, p. 175–176
15. ↑   Rohwer 2005, pp. 201, 205–206
16. ↑   Hornfischer 2011, pp. 245–246, 251, 336–337
17. ↑   Frank 1990, pp. 463–470
18. ↑   Hornfischer 2011, p. 346
19. ↑   Hornfischer 2011, pp. 354–355
20. ↑   Frank 1990, pp. 475–477
21. ↑   Hornfischer 2011, pp. 201, 358–360
22. ↑   Frank 1990, pp. 477–479
23. ↑   Frank 1990, pp. 479–481
24. ↑   Lundgren, Robert (28 de setembro de 2010).  DiGiulian, Tony, ed. «Kirishima Damage Analysis» (PDF). NavWeaps. Consultado em 28 de maio de 2021
25. ↑   Frank 1990, pp. 481–483
26. ↑   Frank 1990, pp. 483–488
27. ↑   Rohwer 2005, p. 224
28. ↑   Hornfischer 2011, p. 383
29. ↑   Frank 1990, p. 548
30. ↑   Friedman 1985, p. 347
31. ↑   Rohwer 2005, p. 335
32. ↑   Y'Blood 2012, pp. 68, 79
33. 1 2   Rohwer 2005, p. 354
34. ↑   Rohwer 2005, p. 364
35. ↑   Rohwer 2005, pp. 364, 366
36. ↑   Wilmott 2015, p. 47
37. ↑   Wilmott 2015, pp. 73–74
38. ↑   Wilmott 2015, pp. 110–123
39. ↑   Rohwer 2005, p. 367
40. ↑   Wilmott 2015, p. 195
41. ↑   Rohwer 2005, pp. 367–368
42. ↑   Wilmott 2015, pp. 195, 214–215
43. 1 2   Evans, Mark L. (10 de janeiro de 2013). «South Dakota (BB-57) 1943-44». Dictionary of American Naval Fighting Ships. Naval History and Heritage Comand. Consultado em 19 de fevereiro de 2021
44. ↑   Rohwer 2005, pp. 380, 383
45. ↑   Rohwer 2005, pp. 393–394
46. ↑   Rohwer 2005, p. 393
47. ↑   Rohwer 2005, pp. 399–400
48. ↑   Rohwer 2005, pp. 407–408, 410
49. ↑   Friedman 1985, pp. 390, 392, 397–398
50. ↑   Friedman 1985, p. 397